# Dermatomyzon nigripes
Dermatomyzon nigripes är en kräftdjursart som först beskrevs av Brady och Robertson 1875.  Dermatomyzon nigripes ingår i släktet Dermatomyzon, och familjen Asterocheridae. Arten är reproducerande i Sverige.